# Кильдибеков, Рустем Ахмедович
Русте́м Ахме́дович Кильдибе́ков (тат. Рөстәм Әхмәт улы Килдебәков; 30 марта 1934, Казань, Татарская АССР, РСФСР, СССР — 9 ноября 2023, Казань, Республика Татарстан, Российская Федерация) — советский и российский татарский художник, живописец, монументалист. Заслуженный художник Российской Федерации (2011). Народный художник Республики Татарстан (2006), заслуженный деятель искусств Татарской ССР (1991). Лауреат Государственной премии Республики Татарстан имени Габдуллы Тукая (2011).
С детства увлекался искусством. В 1954 году окончил Казанское художественное училище, после чего уехал в Украинскую ССР. Учился во Львовском государственном институте прикладного и декоративного искусства, который окончил в 1960 году, расписав в качестве дипломной работы интерьеры Львовского музея этнографии и художественного промысла. В том же году вернулся в Казань вместе с женой Марией и дочерью, заведя семью во время учёбы. Сразу же начал активно заниматься творчеством, преподавал в изостудии при дворце культуры, работал в Татарском художественном фонде. В 1987 году принят в Союз художников СССР, на протяжении ряда лет был членом правления Союза художников Татарстана. Известен как многогранный художник, преуспевший во многих видах и жанрах творчества — в монументальном искусстве, станковой живописи и графике, искусстве плаката, сграффито, мозаики, гобелена. Как лично, так и в составе авторского коллектива оформил ряд общественных зданий Казани — сграффито на фасаде гостиницы «Волга» (1961—1963), рельефно-мозаичное панно в интерьере ресторана «Казань» (1963), сграффито «Химия» на фасаде корпуса Казанского химико-технологического института (1966), панно «Казань — столица Советской Татарии» на стене Казанского пригородного вокзала (1967), панно из кожи в банкетных залах гостиницы «Татарстан» и Дома татарской кулинарии (1967), росписи в интерьере магазина «Детский мир» (1970), мозаики в Доме культуры строителей (1972). Работал также в Набережных Челнах, Зеленодольске, Мензелинске.
Декоративные тенденции монументального творчества Кильдибекова наиболее полно развились в его живописных работах, сюжетных и тематических картинах, которые отличаются богатством колорита, глубоким символизмом, национальной образностью, обращением к татарскому народному искусству. Программными работами такого плана являются полотна «Кружевницы» (1962—1964), «Разговор. Старик с рыбкой» (1964), «Арский натюрморт» (1974), «Арские мастерицы» (1974), «Кукморские валенки» (1978). Кильдибеков также достойно показал себя в жанре натюрморта, пейзажа, а также в графике — особо критиками выделяется его серия на темы татарских народных сказок (1967). Работал активно в искусстве плаката, явным достижением того времени являются его работы «Казань оденем в яркую зелень» (1962) и «Как к лицу тебе, Татария, первомайский твой наряд!» (1968). В конце 1970-х — начале 1980-х годов творчество Кильдибекова достигло наивысшего расцвета, что ознаменовалось его обращением к философии, духовным традициям, тяжёлым страницам истории татарского народа, а также к образу Г. Тукая. Одной из лучших работ художника является картина «Вдвоём» (2013), на которой Кильдибеков изобразил себя вместе с женой, бывшей на протяжении долгих лет его соавтором в работе над гобеленами, тематически и стилистически перекликающимися с живописными произведениями.
Скончался в 2023 году в возрасте 89 лет.

## Биография
Рустем Ахмедович Кильдибеков родился 30 марта 1934 года в Казани. По национальности — татарин. Происходит из древнего рода Кильдибековых, восходящего ко временам Золотой Орды. Отец — Ахмед (р. 1900), сын муллы, по профессии инженер; мать — Шамсинур (р. 1913, в девичестве Ахатова), родом из Читы, работала библиотекарем. Две младшие сестры — Наиля и Нурия. Племянница — Альфия, художница.
Рисовать начал в детстве, когда увидел как сосед по коммунальной квартире во время ремонта с помощью трафарета изобразил на стене васильки. В 1945—1947 годах учился в детской художественной школе № 1. После 7-го класса средней школы в 1949 году поступил в Казанское художественное училище, где учился у С. А. Ротницкого. В 1954 году после окончания училища уехал в Украинскую ССР, поступив во Львовский государственный институт прикладного и декоративного искусства. Именно во Львове во время учёбы на втором курсе он познакомился с художницей-прикладницей Марией Караджевой, на которой вскоре женился, и затем у них родилась дочь Диана. В 1960 году окончил институт, выполнив в качестве дипломной работы во Львовском музее этнографии и художественного промысла росписи темперой «Гончары» и «Бондари» под руководством Р. Ю. Сельского. В том же году вернулся вместе с семьёй в Казань.
В 1961 году поступил на работу в татарское отделение Художественного фонда РСФСР, в 1965—1985 годах был членом его худсовета. С 1962 года являлся сотрудником «Агитплаката», в 1962—1969 годах преподавал в изостудии Дворца культуры имени В. И. Ленина в Казани, одним из его учеников был гобеленист А. Н. Егоров. В 1987 году был принят в члены Союза художников СССР, после неоднократных попыток и при сопротивлении идеологических инстанций. В 1988—1995 годах состоял членом правления Союза художников Татарстана. В 1991 году стал заслуженным деятелем искусств Татарской ССР. В 2006 году удостоен звания народного художника Республики Татарстан, а в 2011 году — заслуженного художника Российской Федерации. В 2009 и 2011 годах выдвигался на получение Государственной премии Республики Татарстан имени Габдуллы Тукая, которую получил лишь во второй раз вместе с женой за ряд произведений монументального и декоративно-прикладного искусства. В 2015 году отметил 80-летний юбилей. В 2017 году овдовел, после более чем 60 лет совместной жизни.
Кильдибеков показал себя многогранным художником значительного дарования и самобытности, реализовавшим свой потенциал во множестве видов и жанров творчества. Признание искусствоведов и публики получили его работы в области монументального искусства, кожаная и смальтовая мозаики, росписи и сграффито, украсившие общественные здания Казани, Набережных Челнов, Зеленодольска, Мензелинска. Трудился Кильдибеков активно на ниве декоративно-прикладного искусства, станковой живописи, графики, в области плаката, в искусстве гобелена. Работая в русле нонконформизма, нарочитого примитивизма, упрощения форм и плоскостности, Кильдибеков тем не менее добился значительного успеха. Как отмечала С. М. Червонная, разнообразное творчество художника определило многие открытия и достижения в живописи, монументалистике, в гобелене и по своей универсальности ставит его в один ряд с таким классиком татарского искусства, как Б. Урманче.
На протяжении всей своей жизни в искусстве Кильдибеков искал свой путь и шёл своим путём, демонстрировал внутреннюю независимость, своё ощущение времени и жизни, самостоятельность творческой мысли, твёрдость в отстаивании собственной точки зрения. С 1960 года участвовал в республиканских, зональных, всероссийских выставках. Персональные экспозиции состоялись в 1994, 2014, 2019 и 2023 годах в Казани. Произведения Кильдибекова находятся в собраниях Государственного музея изобразительных искусств и Национального музея Республики Татарстан, Болгарского историко-архитектурного музея-заповедника, Зеленодольского музея историко-культурного наследия, Саратовского художественного музея, Нукусского музея изобразительных искусств, в частных коллекциях в России и за рубежом.
Рустем Ахмедович Кильдибеков скончался 9 ноября 2023 года в Казани в возрасте 89 лет. Свои соболезнования выразило руководство Татарстана, в частности, Р. Н. Минниханов и М. Ш. Шаймиев. Прощание прошло 11 ноября в Галерее современного искусства, похоронен был Кильдибеков рядом с женой на кладбище посёлка Салмачи.

## Очерк творчества

### Монументальное искусство, сграффито, мозаики, росписи
Интенсивное гражданское строительство 1960-х годов в Казани и Татарстане, возведение крупных общественных и жилых зданий, дворцов культуры, заводов и школ способствовали широкому вовлечению художников в благоустройство города, исключением не стал и Кильдибеков. Этот период ознаменовался возрождением в республике монументальной живописи, практически отсутствовавшей на протяжении последних тридцати лет, в связи с чем большинство произведений создавалось в условиях ограниченных возможностей и средств. Круг художников-монументалистов составляли молодые мастера, большие энтузиасты своего дела, — помимо Кильдибекова туда входили С. М. Бубеннов, В. М. Маликов, В. К. Фёдоров. Их произведения были плодом коллективного творчества от стадии эскиза и до исполнения авторского замысла, художникам самим приходилось воплощать свои идеи, чтобы элементарно заработать на жизнь. С первых работ Кильдибеков показал себя достойным соавтором более старших коллег, его произведения демонстрировали органичную связь композиции с характером объекта, понимание значения монументального в искусстве, владение различными техниками. Гораздо больше, чем роспись стен в начале 1970-х годов, Кильдибекова в числе других художников привлекло создание мозаик в декоре зданий как в Казани, так и в ряде городов республики. Своё развитие в росписях и мозаиках получили такие темы, как революция и борьба за мир, молодёжь и спорт, исторические сюжеты, события из жизни страны, праздники и будни, мотивы народной сказки, тематика национальной образности.

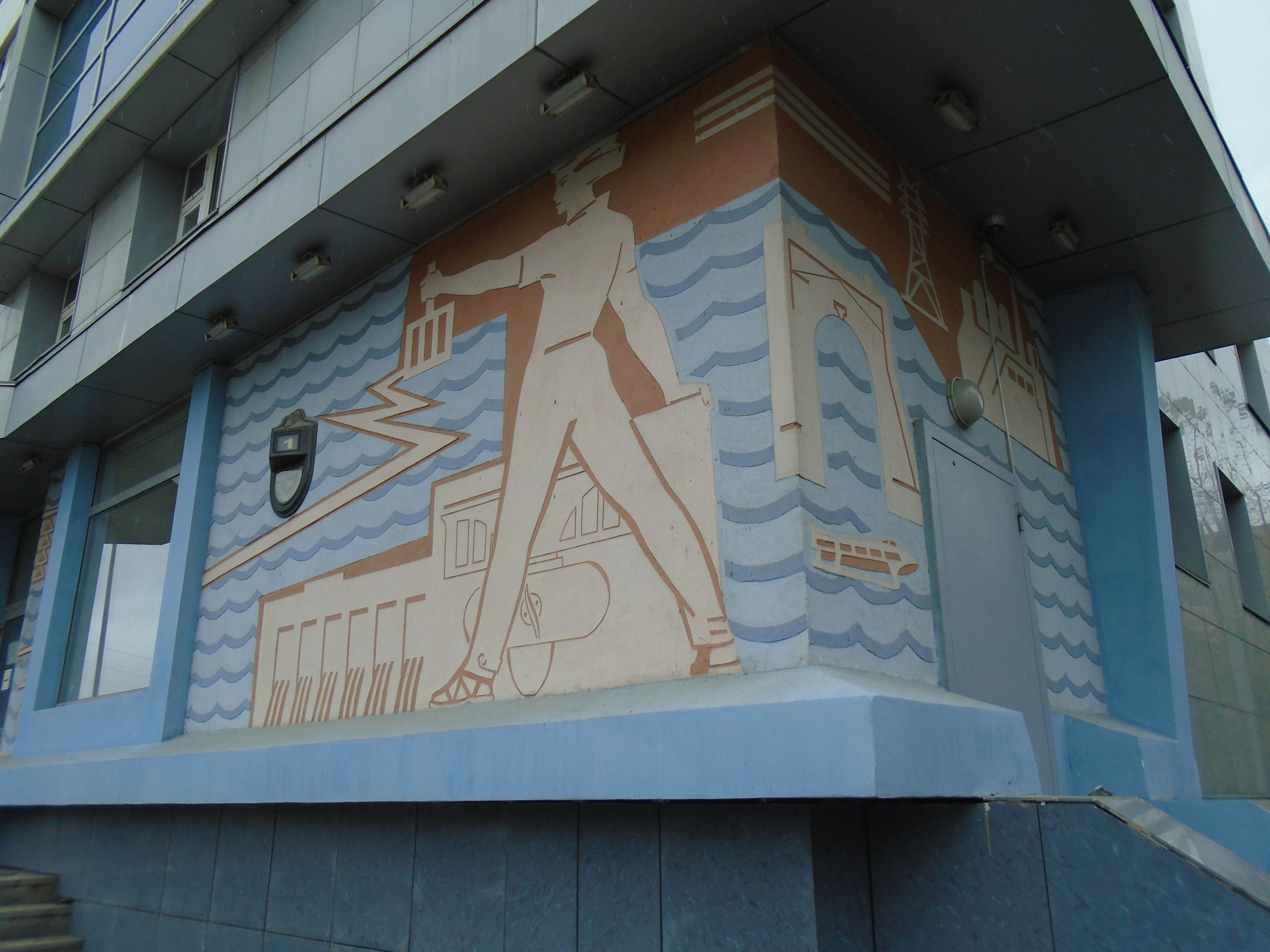
Гостиница «Волга», ул. Саид-Галеева

В 1961—1963 годах Кильдибеков с Бубенновым и Маликовым оформили фасад новой гостиницы «Волга» монументально-декоративной композицией в технике сграффито на тему «Казань — порт пяти морей» и «Народы Поволжья». Опираясь на символические изображения электроэнергии, нефти, воды, рыбы, авторы создали повествование о жизни народов Поволжья, о том, как север и юг объединила река Волга и отдала им свои богатства. Композиция выполнена в приглушённой трёхцветной гамме, тёмный фон сочетается с красноватым и серым цветами объектов изображения. По оценке критики, решение не отличалось совершенством, оказалось слишком наполнено схематичными обозначениями определённых понятий, а характер сграффито получился грубоватым, однако начало было положено, и данная работа стала первым свидетельством оживления такого рода искусства в Казани. В 1963 году Кильдибеков совместно с Бубенновым и Маликовым стал автором рельефно-мозаичных панно «Старая Казань» и «Новая Казань» в интерьере ресторана «Казань» при одноимённой гостинице на улице Баумана, интерьеры которой были реконструированы и оформлены по проекту А. А. Спориуса и М. С. Артамонова.

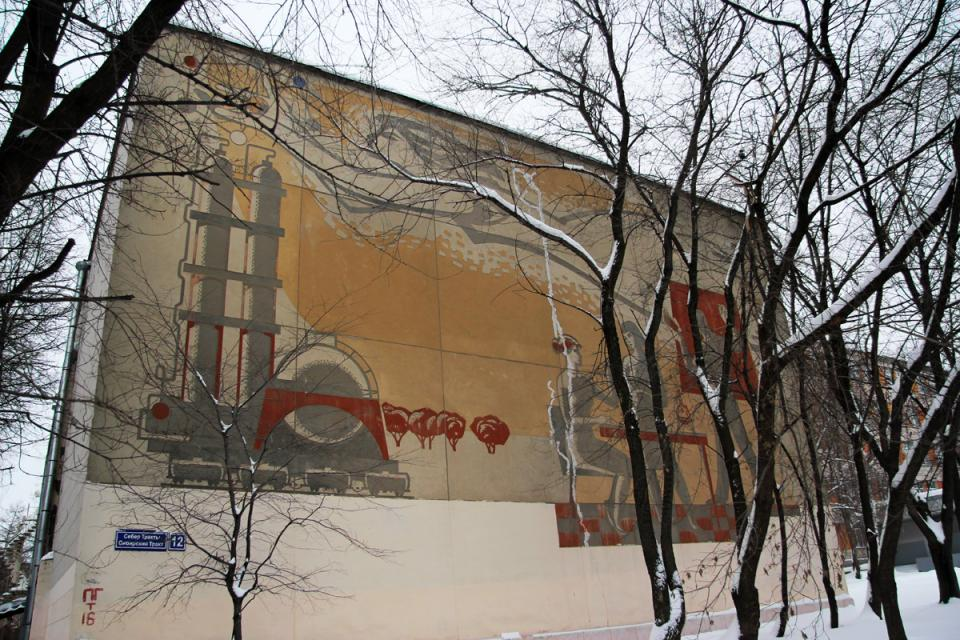
Панно «Химия», Сибирский тр.

В 1965 году Кильдибеков и Маликов уже вдвоём выполнили стелу памяти М. Джалиля, установленную на площади Восстания в Ленинском районе города. Композиция сочетает в себе технику сграффито и глубокий рельеф, цвет практически отсутствует, нет никаких штампованных изображений, главный акцент сделан на портретной выразительности строгого, ясного, немного печального лица поэта, а образное решение памятника отличается в нужной степени раскрытием темы подвига и творчества Джалиля. В 1966 году те же художники создали сграффито «Химия» на фасаде новопостроенного пятиэтажного корпуса Казанского химико-технологического института. Панно покрывает всю глухую торцовую стену актового зала, создавая масштабный градостроительный акцент. Работа состоит из двух композиционных частей: справа — фигуры преподавателя и двух студентов, слева — изображение оборудования нефтехимического завода с цистерной и товарным поездом. Венчает композицию аллегорический образ девушки — Химии, которая держит в руках кристаллическую решётку. Молодые советские учёные показаны всецело отданными своему делу, заметно выражена тут также взаимосвязь образования и наукоёмкого производства. В композиционном отношении работа выполнена всего в четырёх цветах, в чём соответствует окружающей застройке, причём для придания фигурам объёма и обогащения колорита художниками были использованы скульптурные приёмы моделировки формы.

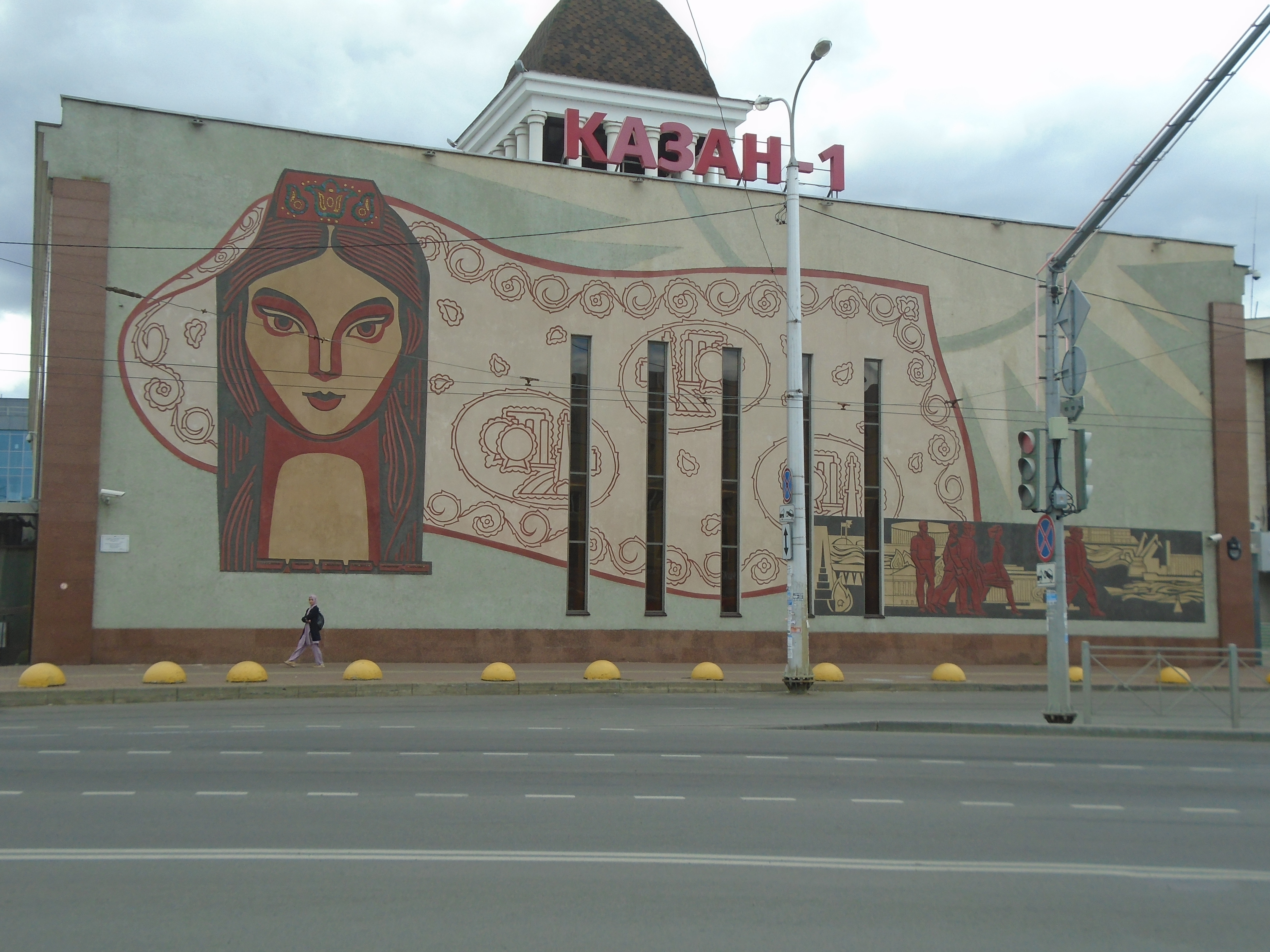
Вокзал, ул. Чернышевского

Важным объектом того времени стала композиция Кильдибекова, Бубеннова и Фёдорова под названием «Казань — столица Советской Татарии» на торцовой стене нового Казанского пригородного вокзала (арх. М. Х. Агишев), созданная в 1967 году к 50-летию Октябрьской революции. Полное взаимопонимание с архитектором, большой размах и масштаб, синтез искусств, сочетание керамики, бетона, гальки и стекла, использование техники сграффито и мозаики (Бубеннов, Фёдоров) вместе с витражами, которые были выполнены Кильдибековым, позволили создать этапное для Татарии произведение монументалистики. Огромное изображение татарской девушки в калфаке со строго тонким лицом, чуть раскосыми глазами в обрамлении чёрных кос, стало настоящим олицетворением, персонификацией республики. Её белый платок, распластанный по всей плоскости наружной стены здания в качестве схематичной карты Татарии, наполнен изображениями нефтяных вышек и узорами народных вышивок. Внизу изображён мозаичный силуэт Казани с фигурами юношей и девушек, рабочей смены страны. В нескольких местах платок рассекается вертикальными полосами узких окон-витражей, которые остроумно усиливают декоративную нарядность и цветовое решение работы. Также Кильдибеков в интерьере здания вокзала создал росписи темперой на тему «Развитие железнодорожного транспорта в нашей стране», которая, по мнению критики, оказалась отвлечённо-схематичной и оттого менее художественной. Роспись была уничтожена в ходе реконструкции вокзала в 2005 году, когда от самого здания осталась лишь одна стена с сграффито, сбитым и затем созданным заново как копия оригинальной версии.
Новым этапом в поступательном развитии монументалистики в Татарстане стало оформление в 1967 году гостиницы «Татарстан» и Дома татарской кулинарии, появившихся в Казани к 50-летию Татарской АССР и ознаменовавшихся большим комплексом декоративных работ. В оформлении гостиницы Кильдибеков участвовал вместе с Бубенновым (вестибюль) и Фёдоровым (большой зал ресторана), ему был выделен банкетный зал, который художник оформил при участии архитектора И. Н. Агишевой. Стены были облицованы деревянными щитами из ценных пород дерева с промежутками, заполненными объёмными коваными декоративными решётками с национальным орнаментом. Торцовую стену украсило панно на тему древней татарской легенды с аппликацией из цветной кожи и вставками из чеканки по меди в виде масок Шурале. Сочетание синей и белой кожи со светло-серебристым металлом, по оценкам критики, отличается изысканным изяществом в орнаментальных и изобразительных мотивах. В интерьерах Дома татарской кулинарии, оформленных Н. С. Артамоновым и В. И. Охотиным по мотивам татарского фольклора, банкетный зал Кильдибеков также оформил аппликациями из кожи, выполненными на Арской фабрике национальной обуви. Шесть вертикальных панно в виде татарских полотенец из белой хромовой кожи, богато расшитых цветной кожей, обрамлялись полированными щитами светлого дерева. Учитывая, что каждое помещение было оформлено в отдельном материале и отличалось оригинальной тональностью, спокойный и ясный ритмический строй композиции данного зала полностью следовал единому стилю и деталям других интерьеров, создавая целостное впечатление. После перестройки здания в 2004 году данные панно Кильдибекова бесследно пропали и не сохранились.

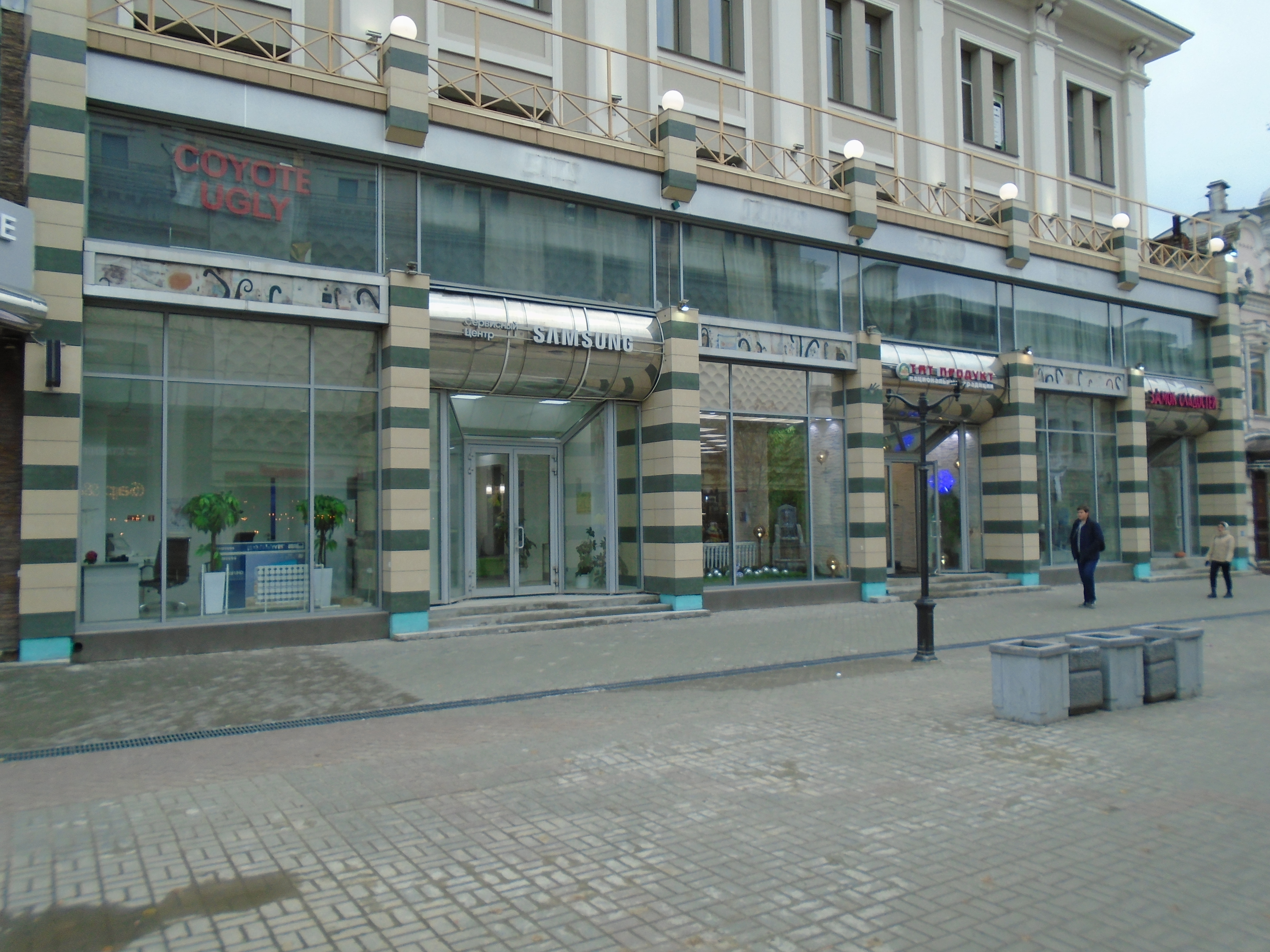
Перестроенное здание магазина «Детский мир», ул. Баумана

Развитие строительства, охватившее ряд городов Татарии в 1970-е годы, ознаменовалось и дальнейшим подъёмом монументально-декоративного искусства. Наиболее плодотворным и интересным с точки зрения результативности оказался творческий союз Кильдибекова с художником В. В. Карамышевым, украсивших стены нескольких городских объектов Казани. Первой их работой в 1970 году стало внутреннее оформление магазина «Детский мир», старое здание которого было капитально реконструировано ещё в 1966 году. Там Кильдибеков и Карамышев осуществили роспись стен торгового зала на темы детской жизни в различные времена года. В ходе дальнейших реконструкций здание было совершенно перестроено, потеряв свой оригинальный облик. Ещё одной работой Кильдибекова и Карамышева стала в 1972 году роспись темперой на тему «Торговые связи Татарии» в выставочном зале торговой оптовой базы Казани. Узкие вертикальные композиции в виде панно-вставок повествовали о торговых связях с Египтом, Индией, Русью, изображая как древнерусских купцов в Булгарии, так и татарских купцов в России. Декоративное своеобразие, мягкость цвета, свободная фантазия сочетались тут с исторической точностью в деталях.
В 1969—1970 годах Кильдибеков вместе с Карамышевым, а также с художником-проектировщиком А. А. Голубевым, оформили Дворец культуры имени А. М. Горького в Зеленодольске. Помимо цветного сграффито «Хоровод дружбы» на наружных стенах, в пионерской комнате они создали мозаику «Романтики» из керамической плитки, изобразив ребят у пионерского костра и сцены с отражением их мечтаний — путешествия на воздушном шаре, полёта в космос, открытия необитаемых островов. Серьёзной работой для Кильдибекова и Карамышева в 1973 году стала огромная мозаика «Энергия» из стеклосмальты на фасаде здания Дворца культуры гидравликов «Энергетик» в городе Набережные Челны. Композиция состоит из двух фигур, девушки и юноши, держащих в руках голубую ленту, которая символизирует живительную силу воды. Эта широкая голубая кайма, занимающая пространство между фигурами, становится фоном для изображений, рассказывающих об усмирении водной стихии, её послушности строителям-энергетикам. Тут всё, что вода даёт человеку, — белые пенистые узоры волн и крутых потоков реки проходят сквозь створы плотины, превращаясь в ярко-красное солнце электрической энергии с лучами-молниями, которое затем преобразуется в город-сад, цветущий, в золотистых шапках деревьев, вырастающий новыми домами у ног строителей. Мозаика отличается динамизмом, звонкостью и свежестью цветового решения.

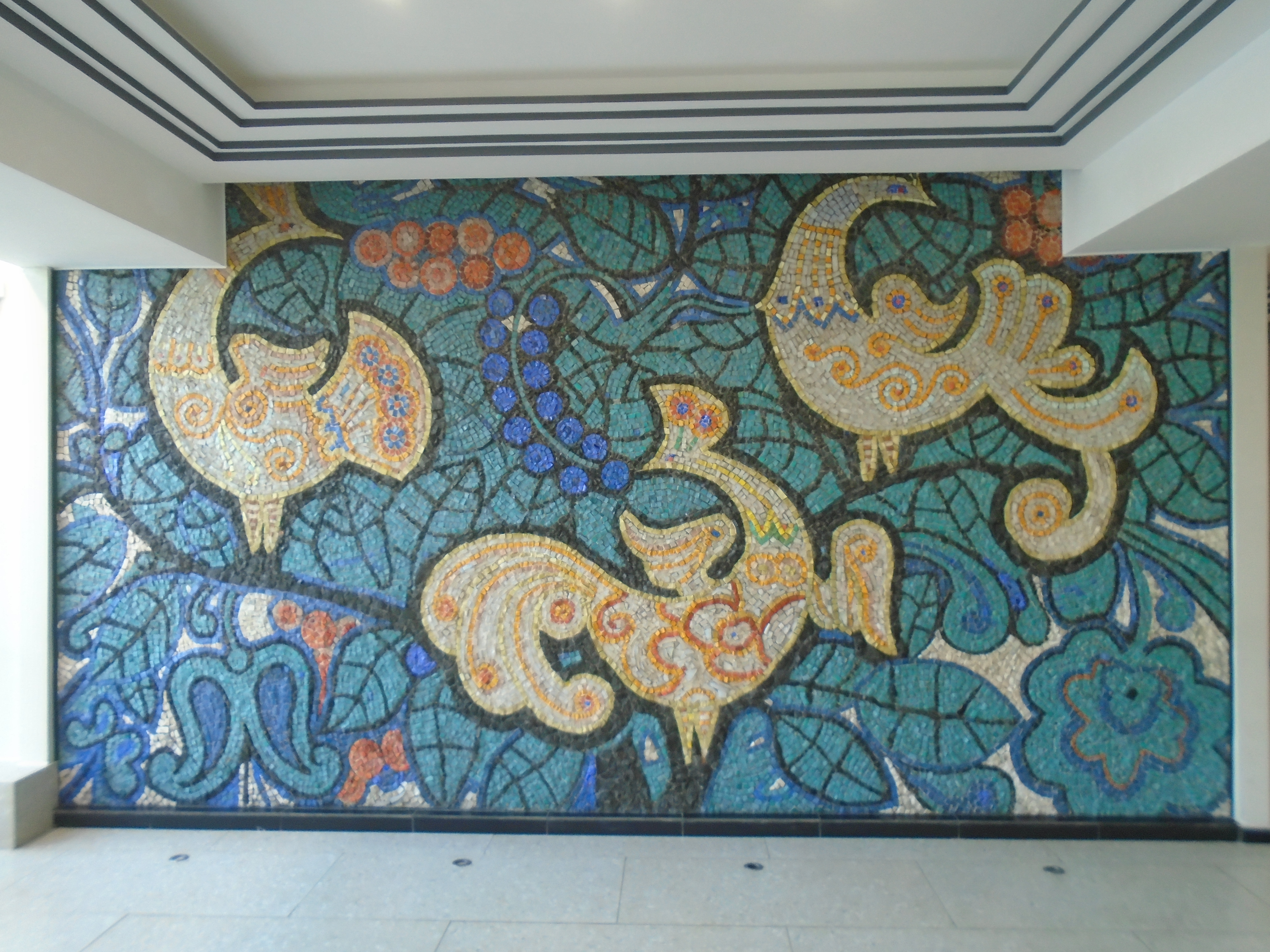
Панно «Райские птицы». Культурный центр «Сайдаш», ул. Ершова

Наиболее значительным объектом того времени стал Дворец культуры строителей (1972), работы по оформлению которого велись в 1971 году. Несмотря на неоднозначность витражного решения фасада, большой удачей оказались мозаики в зрительном зале работы Кильдибекова и Карамышева, ставшие самой красивой и грациозной их работой. С двух сторон сцену окружали трёхфигурные композиции с празднично-нарядными группами девушек на тему «Праздник искусств», связанную с назначением помещения. Возвещение об этом празднике, его украшение, участие в нём было решено в девичьих образах — одна с горном, другая — с факелом, третья — с цветами в руках, тогда как остальные три выпускали в полёт птиц, символизирующих песни, летящие в зал со сцены. Данная работа стала первым случаем применения золотой смальтовой мозаики в Казани вообще, отличившись изяществом и лёгкостью силуэтных решений, тонкой перекличкой с мотивами татарского народного искусства. Так, смальта не покрывала изображения, а лишь обводила их тонким золотым контуром сродни старинным татарским вышивкам золотом и бисером по зелёному бархату. Сильное впечатление, по оценке критики, также производило благородное мерцание этого золота на зелёном фоне стены. В фойе первого этажа здания Кильдибеков также выполнил мозаику «Райские птицы», отличающуюся контрастным сочетанием сине-голубого и жёлто-оранжевого цветов, ритмической структурой и орнаментальностью по характеру построения в изображении собственно птиц. В дальнейшем Дворец культуры был реконструирован, мозаики из зрительного зала исчезли.

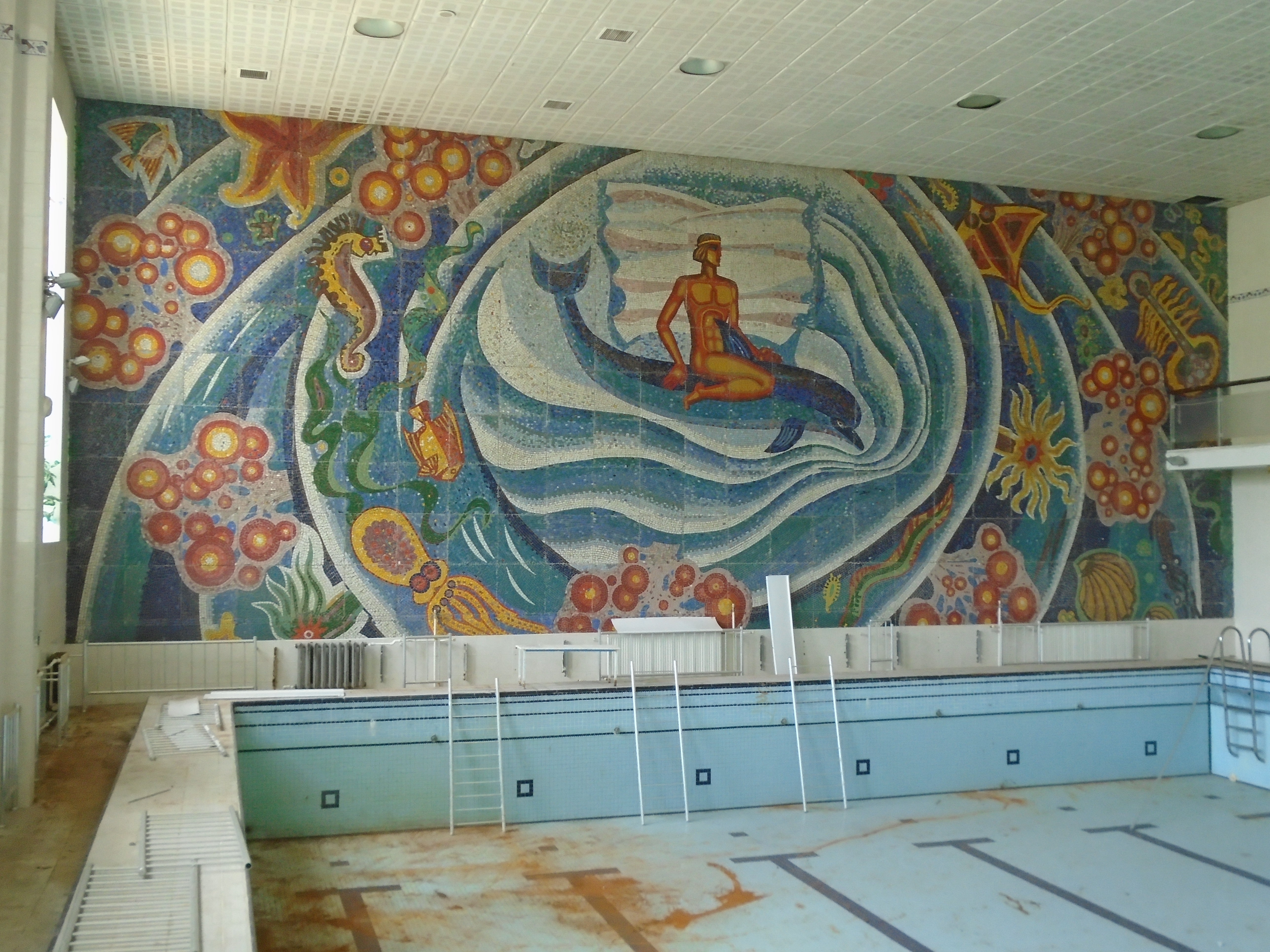
Мозаика в бассейне Молодёжного центра, ул. Декабристов

В 1971 году Кильдибеков в соавторстве с А. Л. Прокопьевым по проекту В. А. Попова выполнил в казанском ресторане «Восток» монументальную настенную роспись-панно под названием «Музыканты», одновременно с работами «У источника» А. А. Абзгильдина, «Охота» его же и В. И. Охотина. Наследуя характеру росписей Ч. Г. Ахмерова и будучи выполненной в технике масляной живописи по восковой эмульсии, такое оформление интерьеров отличалось мягкостью красочной гаммы, изяществом рисунка, эстетической выразительностью, помимо тонкого раскрытия мира образов восточной поэзии. В 1975 году Кильдибеков создал цветную смальтовую мозаику «Земля мензелинская» на фасаде Дворца культуры в Мензелинске, которая стала одной из первых монументальных работ в этом городе. Тема произведения решена посредством аллегорического образа женщины, а также отражена с помощью геральдики, символизирующей трудовую деятельность мензелинцев. Мозаика органично связана с фасадом, благодаря свободной асимметрии как бы растекается по всей его плоскости, что хорошо сочетается с выразительностью самого сверкающего и живописного материала.

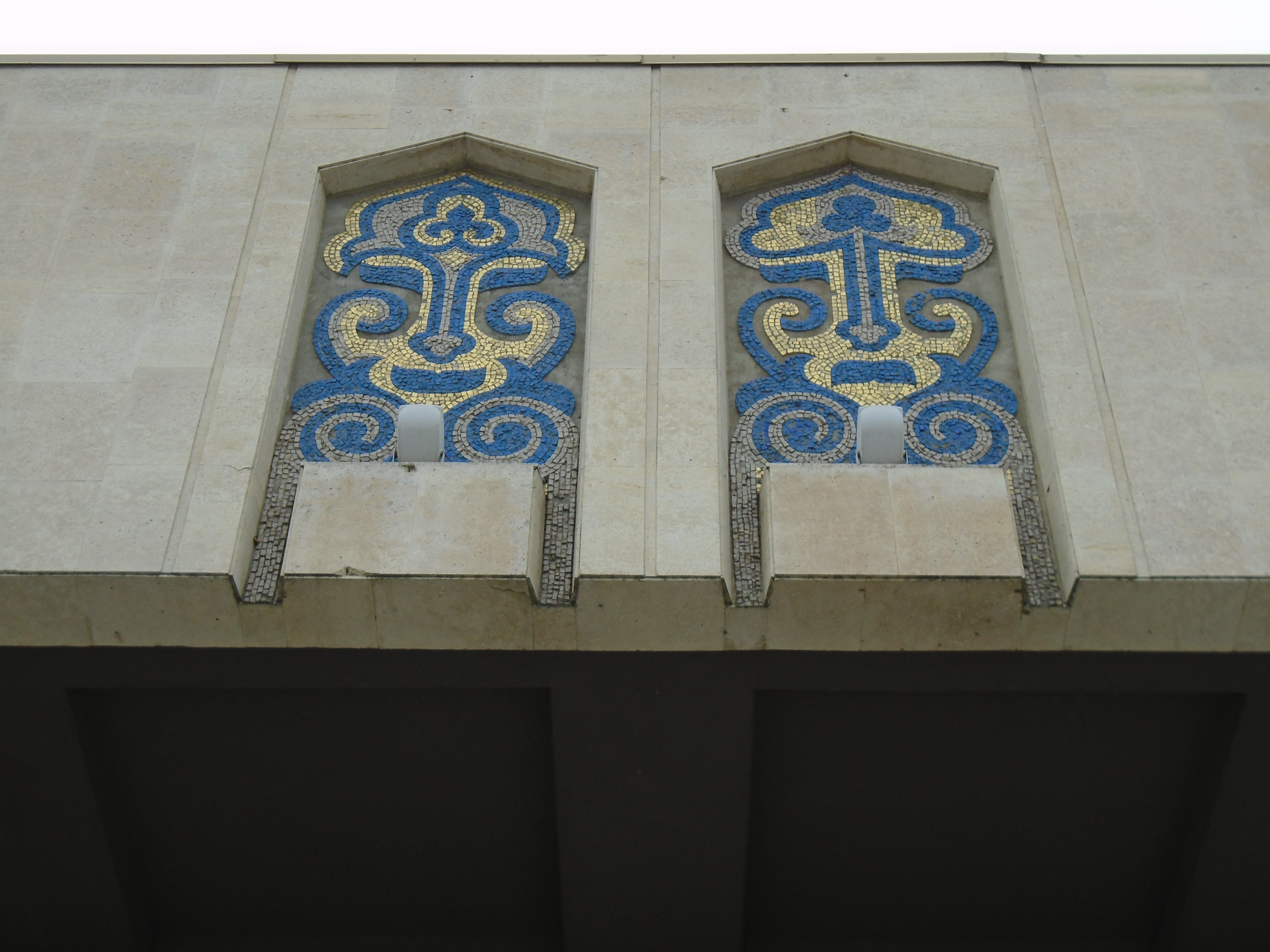
Мозаики театра имени Камала

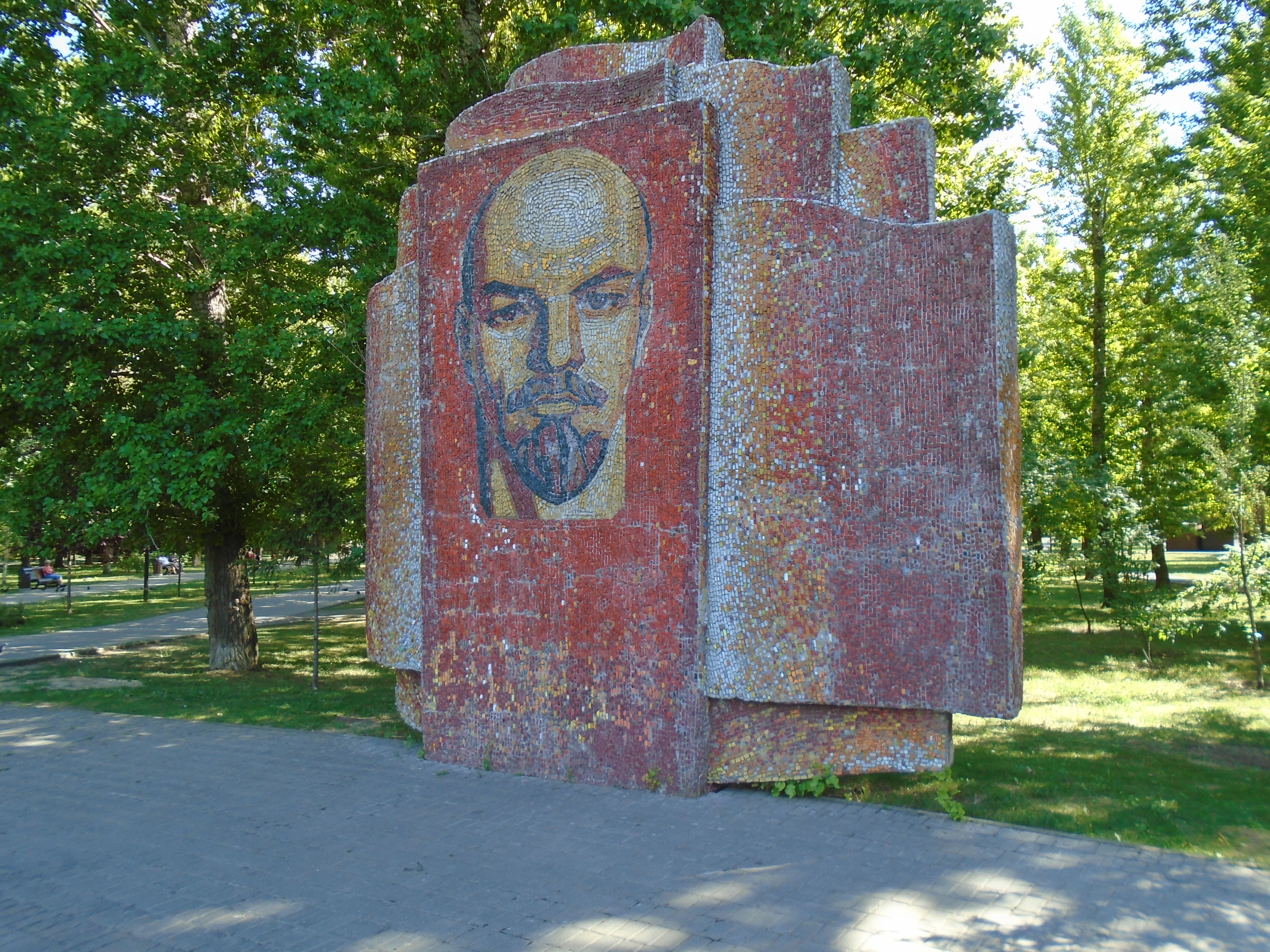
Панно «Ленин», парк на ул. Татарстан

К 1970-м годам относится работа Кильдибекова и Бубеннова над сграффито «Победа коммунизма неизбежна» в сквере на улице Гагарина, которое посвящено актуальной в то время теме — союзу промышленности, труда и образования. Левую часть работы занимает портрет В. И. Ленина, правую — сам лозунг, а рядом представлены рабочие за станком, строители, студенты, молодёжь с производственными атрибутами. Цветовое решение выполнено в кирпично-красном, белом, сером, тёмно-сером, серо-зелёном и бежевом цветах, причём Ленин изображён двухцветным в качестве ненавязчивого идейного символа, а другие изображения схематичны и похожи на сграффито с гостиницы «Волга». Также Кильдибеков создал витраж в здании Учебно-производственного комбината в Казани (1976); мозаичное панно «Ленин» (1976) в Бауманском районе; смальтовую мозаику «Времена года» на тему весны и лета (1978) и росписи маслом «Родник» (1979) на фасадах зданий санатория «Казанский»; мозаичное панно из смальты с дельфином на стене бассейна (1977) и роспись маслом «Диалектика» (1983—1984) в Молодёжном центре на улице Декабристов; мозаики с изображением Шурале на фасаде Татарского академического театра имени Г. Камала (1985). Работы татарских мастеров-монументалистов, в том числе и Кильдибекова, заняли своё место в истории искусства республики, став частью исторического облика городов. Тем не менее собственники зданий об их охране никак не заботятся, разрушают или закрывают новыми фасадами, и за годы реконструкции исторического центра Казани было уничтожено множество уникальных произведений монументального искусства, в результате чего процесс его развития фактически остановился.

### Живопись, графика, декоративно-прикладное искусство, гобелены
Как выпускник львовского художественного вуза, Кильдибеков наравне со своим современником Э. Я. Зариповым испытал значительное влияние искусства Западной Украины, его декоративной эстетики. Во Львове он очутился в попытке избежать жёсткого идеологического диктата социалистического реализма, царившего тогда в Казани, переехав вслед за своим другом Г. А. Зяблицевым. Этот город, ставший центром расцвета украинского декоративно-прикладного искусства, привлёк Кильдибекова творческой свободой, в частности, возможностью изучать творчество импрессионистов. Освоив ещё в студенческие годы специфику декоративно-прикладного искусства, живописи и графики, чему способствовал сам профиль львовского художественного института, по приезде в Казань Кильдибеков уверенно и смело заявил о себе рядом заметных произведений, при этом чураясь всякого рода ангажированности, избегая как бунтарства шестидесятников, так и застойно-охранительского соцреализма. По словам Д. Д. Хисамовой, он вписался в тот круг художников, которые составляли нонконформистскую волну в республиканском искусстве 1960-х годов. Абстрактность и неформатность могли существовать только непублично, в своеобразных частных сообществах, квартирниках, участником которых был Кильдибеков, подружившийся с такими личностями из мира искусства, как А. А. Аникеенок, А. И. Новицкий, Р. А. Кутуй, В. С. Мустафин, Д. Н. Валеев. Сформировавшись в период открытия советским художественным миром творчества импрессионистов, кубистов, авангардистов, он сразу же определил в своём творчестве новаторскую для Татарстана эстетику — декоративизм, сочетающий в себе взгляд в прошлое и древность, символику и образность языческого и булгарского искусства, яркие цвета и колористику татарского декоративно-прикладного искусства.
В формировании творческой индивидуальности Кильдибекова главную роль сыграло именно народное искусство, которому присущи как простота композиционных решений, так и насыщенность жизненностью. Наиболее полно и глубоко, по отзывам критики, он реализовался в станковых произведениях, в живописи и графике — в них ярко выражены раздумья, взгляды художника на жизнь, на мир и людей. Не интересуясь историческими событиями прошлого как таковыми, художник обращал свой взгляд в сторону того, чем жили его предки, — искусство, ремёсла, какие вещи и изделия они создавали. С первых работ Кильдибеков сосредоточился на поиске эстетико-нравственных идеалов и пластических средств для их выражения посредством самых обыденных и прозаических предметов — это, однако, не лишило его произведения ощущения новизны, своеобразия, эстетической ценности, что позволило критикам говорить о создании художником целостного поэтического мира, раскрытии им потаённого смысла и природы вещей. Станковые произведения отличаются декоративно-пластическим богатством, глубоким символическим обобщением образов, разнообразием цветовых и тональных переходов в передаче натуры, что предопределило последующее художественное направление Кильдибекова. В особенности его привлекали тёмно-зелёные и синие, сумеречные тона, что, по мнению критики, говорит о философской наполненности работ художника. В целом творчество Кильдибекова привлекает внимание своей удивительной цельностью и глубиной, особенной духовностью и некоторой недосказанностью, его работы лишены броскости, они сразу погружают зрителя в атмосферу задумчивости, настраивая на созерцательно-лирический лад.
Изначально, следуя творческому подходу студенческих лет в духе «вижу — изображаю», Кильдибеков увлекался прямой передачей богатства и сложности планов, цветовых и тональных переходов натуры, однако вскоре такая манера перестала его удовлетворять, и художник склонился в сторону не столько наблюдения, сколько анализа окружающей действительности, её преображения, стилизации, выявления сущности, в сочетании с рациональной построенностью, выверенностью композиции, созданием чёткого пластического и цветового ритма. В своих поисках Кильдибеков склонялся то к примитивной архаике, то к экспрессивной осязаемости предметов К. С. Петрова-Водкина, или в сторону абстракционизма П. Пикассо, привлекая внимание многообразием тем. Отбор сюжетов вообще имеет большое значение для Кильдибекова, в его творчестве практически не встречаются приметы современной действительности. Наоборот, художника занимает исследование традиционных и вечных материй, он намеренно ограничил себя сценами повседневной жизни, портретами родных и знакомых, немногословными историческими сюжетами, натюрмортами и изображениями природы, не изменённой вмешательством человека. Результаты художественного процесса, складывания своего стиля появились к середине 1960-х годов — тому свидетельство такие программные работы художника, как «Кружевницы» (1962—1964), «Разговор. Старик с рыбкой», «Автопортрет на синем фоне», «Портрет жены художника» (все — 1964), «Мальчик на красном коне» (1965).
Подосновой картины «Разговор. Старик с рыбкой» стала тяга Кильдибекова к интеллектуальной насыщенности искусства, к постановке и интерпретации общечеловеческих проблем. На полотне изображён старик, человек в конце жизненного пути. Лицо, испещрённое морщинами, отражает его глубокие раздумья, внутренний разговор с самим собой, со своим вторым «я». Старик подводит итог жизни, движение маятника стенных часов подгоняет время, а лежащая на столе перед ним рыбка предстаёт в качестве символа безмолвия. Сдержанность колорита лишь усиливает немногословность полотна. По свидетельству критиков, данная картина «наделала переполоху» в Казани, Кильдибекова называли формалистом, а зрители и члены выставочных комитетов задавали недоумённые вопросы — «Почему разговор? Почему старик с рыбкой? Что ж это: он с ней разговаривает?» На деле такая композиция картины могла объясняться просто тем, что рыбка служит лишь пластическим элементом, необходимым для организации пространства и фиксации взгляда человека, а её место мог занять совершенно любой предмет. Вместе с тем через реалистическое изображение раскрывается символический сюжет картины, которая наталкивает зрителя на философские раздумья, ведёт к желанию познать что-то важное о содержании человеческой жизни, бытия, а может, даже и начал мироздания. Реалистическая композиция картины «Кружевницы» также наполнена символикой образов, заключённой в самых обыденных вещах. Белые длинные кружева, которые плетут девушки, предстают как светлая дорога жизни, то, о чём они мечтают и что ждёт их впереди. Это лёгкое, прозрачное, праздничное полотно стало свидетельством утверждения художником новых принципов живописной организации холста. Картина, выполненная по впечатлениям, полученным Кильдибековым в Ростове, повествует также о красоте труда и любимой работы, положив своеобразное начало целой серии произведений о татарских народных промыслах.
Таковы работы «Арский натюрморт» (1974), «Арские мастерицы» (1974), «Кукморские валенки» (1978), в которых, по оценкам критиков, с такой силой выражено национальное мироощущение художника, что без них очень трудно понять историю татарского искусства. Кильдибеков с любовью изображает как мастеров изделий из кожи, валяльщиков валенок, так и сами предметы народных промыслов, которые представляются на его работах настоящими произведениями искусства. В этой связи одной из знаковых и хрестоматийных работ является полотно «Кукморские валенки», где изображён валяльщик валенок, который, если судить по характерному загару, ещё летом готовится к зимнему труду. Продемонстрированное тут смешение фольклорных и авангардных течений неопримитивизма, изобразительных приёмов, цитат из искусств разных эпох и лет, присущих как раз советскому неформальному искусству, ознаменовало расцвет Кильдибекова как живописца, как художника мира. Одним из лучших произведений также считается и картина «Арский натюрморт», которая создана по мотивам работ мастериц Арской фабрики национальной обуви. Под голубыми окнами изображён розовый стол с разложенными на нём заготовками кожи, а на полу выстроен целый парад уже готовых ичигов, нарядных, алых и жёлтых. Натюрморт как жанр у Кильдибекова вообще трансформировался в своеобразный живописный «интерьер». Созданные художником изображения нарядных, чистых, уютных татарских изб отличаются тонким вкусом, одухотворённостью предметного мира, особым чувствованием поэзии вещи. Нежно-голубоватая белизна печи, сияние чистоты крашеного пола, узорчатые лоскутные одеяла и коврики, крахмально-хрупкие кружева — всему этому в работах Кильдибекова присуща особенная одушевлённость простых вещей. Ещё большей декоративностью, выражением эмоциональной глубины и стилевой цельности характеризуются картины «Доброе утро!» (1973), «Обнажённая. Любовь» (1976). Последняя известна в нескольких вариантах, но именно работа 1976 года отличается изяществом рисунка, стилизованного под восточную миниатюру, пламенным накалом красного цвета.
Среди других художников 1960—1970-х годов Кильдибеков особенно выделился рядом своих этюдов в пейзажном жанре. Его городские и деревенские виды представляют собой пейзажи-настроения: то блёклые желто-коричневые, то голубовато-синие, то белые и золотистые, то зелёные и яркие. Портретная живопись Кильдибекова также характеризуется стилизаторскими тенденциями, например, в жанре автопортрета, в портретах мастериц и колхозниц Арской фабрики национальной обуви. Они исполнены экспрессивно и лаконично, в условном фантастическом цвете, с зеленоватыми, голубыми и алыми лицами, в чём видится сознательная эстетическая установка художника на архаизацию, примитив народного творчества и средневекового искусства. Обращение к народной фантазии сопровождается стремлением к поэтической метафоричности, стремлением выявить в запечатлеваемом образе творческое начало, что особенно проявляется в портретах деятелей культуры. Выполненная Кильдибековым портретная галерея современников отличается проницательностью, психологизмом и человечностью, в каждом образе запечатлены некоторые глубинные черты характера. Особенно виртуозны женские портреты («Альбина», «Портрет Гульсины», «Портрет художницы»), в которых художник выявил особенности судеб каждой героини, показал их во всём обаянии и привлекательности женского естества. Успеха Кильдибеков достиг и в жанре ню, его интерпретация женского тела сочетается с собственным глубоко личным, эмоционально-чувственным, сексуальным восприятием, а также связана с восточной и исламской романтикой, татарской стариной и народным бытом.
Диапазон графического творчества Кильдибекова отличается широтой, он работает в разных техниках, рисует пером и тушью, гуашью и акварелью, фломастером, сангиной, карандашом, всюду раскрывая своё умение владеть цветом и тонкими переходами тонов. Так, совершенством исполнения отличается графическая серия «Гармония в камне», предметом изображения которой стали выдающиеся памятники древнего зодчества, будто застывшие в музыке каменные соборы, радующие глаз совершенством пропорций, красотой силуэтов, разнообразием архитектурных форм. Особое место в графике Кильдибекова занимает станковая серия рисунков темперой на бумаге и картоне, выполненная в 1967 году на темы татарских народных сказок. Героями этих произведений являются персонажи национального фольклора — Гульчечек, Алтынчеч, Ай-кызы, Су анасы, Шурале. Наибольшей выразительностью отличаются лиричные образы девушек, представленные в условном мире. Белые рисунки на чёрном фоне излучают своеобразное мерцание, тонкими и мелодичными линиями образованы плавные контуры, подобно татарским вышивкам серебром по чёрному бархату или серебряным с чернью ювелирным украшениям. Белым очерчены силуэты, платья, косы, всё, что их окружает, — покрытый цветами маленький плоский островок земли или луна, похожая на большую серебряную драгоценную брошь. Национальный колорит выражен в орнаментальном и узорчатом композиционном решении, в увлечении выразительностью ритмов. Критиками также отмечается связь такого эффектного использования фона с влиянием западноукраинской резьбы по дереву, покрытому чёрным лаком. Эти работы обозначили сознательный уход Кильдибекова в лаконизм, самоограничение в использовании художественных средств, что вкупе с обращением к образам и элементам народного искусства наполняло его работы поэтической метафоричностью.
Свой вклад Кильдибеков внёс в развитие искусства плаката. Такие его работы отличаются как изяществом рисунка, так и ясным, убедительным выражением мысли при всей сдержанности и строгости цвета, мягкости, приглушённости и холодности тонов. Характерной чертой плакатов Кильдибекова является активное использование национальных мотивов и образов, обращение к наследию татарской культуры, как, например, в плакате «Вечно к знанию стремится настоящий человек» (1962) на слова Г. Тукая. Одним из первых Кильдибеков создал серию плакатов на местные темы, объединённую одной идеей под девизом «Твой город — твой дом; заботься о нём!», например, «Чей?», «А ты посадил своё дерево?». Особенно хорошо критиками был встречен плакат из этой серии с названием «Казань оденем в яркую зелень» (1962). Передний план композиции занимает девушка-татарка в синей косынке на светло-зелёном фоне земли с молодёжью, озеленяющей улицы. Она и сама сажает хрупкий саженец, а вдали разворачивается панорама города, увенчанная голубоватым силуэтом Казанского кремля. Тонкий ствол и нежные побеги молодого деревца, бережные руки и стройная фигура девушки — всё это наполняет композицию атмосферой весны, свежести, юности, бодрости, а ритм и цвет лишь только способствуют усилению воздействия плаката на зрителя. Одной из лучших работ Кильдибекова является плакат «Как к лицу тебе, Татария, первомайский твой наряд!» (1968). Текст плаката выражен с помощью приёма изобразительной метаморфозы — узор на одежде девушки превращается в колонны демонстрантов, заполнившие просторные улицы, вписанные в складки её платья. Тонкость и изящество в рисунке овала лица, разреза глаз, рук девушки, взлетевшего над её плечами платка напоминают станковую графику Кильдибекова. Декоративность художественной формы выражена в звучных сочетаниях красного и синего цветов, национальная образность раскрыта в узоре из цветов и листьев, отсылающем к мотивам татарских народных вышивок, что является красивым завершением композиции плаката.
К середине 1970-х годов творчество Кильдибекова достигло художественной зрелости, энергетической наполненности наивысшей степени. Умение глубоко проникнуть в жизнь, в суть вещей и событий сопровождалось органической переработкой опыта средневекового искусства, иконописи и персидской миниатюры, что лишь усилило возможности художественного стиля. Художник нередко использовал обратную перспективу, уплощение пространства, усиливал воздействие колоритом и тонкую разработку цвета, избегая при этом повествовательности и оставляя некоторую недосказанность, что подводило зрителя к собственной мыслительной работе. Кильдибекова стала волновать древность, старина, заметное место в его творчестве стали занимать произведения с образами мусульманских поэтов, философов, суфиев, размышляющих о бренности жизни, необходимости честного пребывания человека на земле. В своих исторических композициях он сближал далёкие и близкие времена, наделяя композиции пронзительностью современного мироощущения, но при этом изображая уклад жизни и образы людей в традиционной форме, как будто взятой из прошлого. Тематикой духовных традиций, раздумий об истории татарского народа, трагических событий и судеб нации проникнуты такие философские работы Кильдибекова, как «Кул Гали» (1985), «Татарские поэтессы XIX века» (1984), «Старуха с хворостом» (1990), «В гости» (1991), «Паломники» (1992), «Возвращение» (1992) «Ностальгия» (1999), «Танцующий суфий» (2003), «Соколиная охота» (2003); «Зима в Касимове. Сююмбека с сыном» (2005).
Личность и поэзия Г. Тукая является одной из главных тем в творчестве Кильдибекова, такие его работы стали свидетельством нового этапа глубокого раскрытия образа поэта в живописи. Поэтическо-романтическое отношение к жизни наиболее выражено в картине «Из лирики Г. Тукая» (1986), которая, по словам Р. Г. Шагеевой, является «одним из прекрасных полотен в искусстве Татарстана». Композиция наполнена гаммой восторга и печали, стилистически следуя эпохе модерна. Центром работы является большое зеркало, по обеим сторонам которого изображены поэт и юная девушка. Оно играет символическую роль как сакральный предмет, сопровождающий человека по жизни, но при этом вмещающий в себя нечто неразгаданное, неизвестное, недоступное. Тукая и его несбывшуюся любовь Зайтуну разделяет зазеркалье, область находящаяся вне власти человека, которая, может быть, и украла, поглотила их счастье. Зябко кутаясь в пальто, Тукай в своём одиночестве почти слился с окружающей его вечной природой, стал такой же константой, как и она сама, — в этой печали, по оценкам критики, и заключается самое верное восприятие судьбы поэта.
Программной работой зрелого этапа, одним из лучших произведений как в творчестве Кильдибекова, так и в искусстве Татарстана, критикой считается картина «Вдвоём» (2013). Художник изобразил себя вместе с женой, своей любовью, музой, другом — вместе они творили красоту и создавали искусство, слившись мыслями и чувствами. В её руках клубок шерстяных ниток, концы которых тянутся к его рукам. Моток пряжи в ладонях автора неуклонно уменьшается, супружеская пара Кильдибековых, прожившая не один десяток лет вместе, словно разматывает клубок жизни. По оценкам критики, данное полотно наводит на мысль о том, что основой жизни и творчества Кильдибекова является любовь, возвышенная, чистая и трогательная, которая вела его ещё с первых шагов в искусстве, порой трудными и нелёгкими дорогами. Композиция картины пронизана глубокой внутренней связью художника и его жены и оттого — духовной наполненностью, будто вместившей в себя все радости и страдания, которые выпадают на долю человека в его жизни. В сравнении с подобного рода картиной Г. М. Коржева «Влюблённые», где изображены уже немолодые влюблённые, или работой «Двое» В. Е. Попкова с двумя молодыми людьми, не знающими, что их ждёт впереди, полотно Кильдибекова отличается пронзительным пониманием жизни, наступившим уже в позднем возрасте, спокойным и достойным принятием своей судьбы, что может глубоко взволновать зрителя.

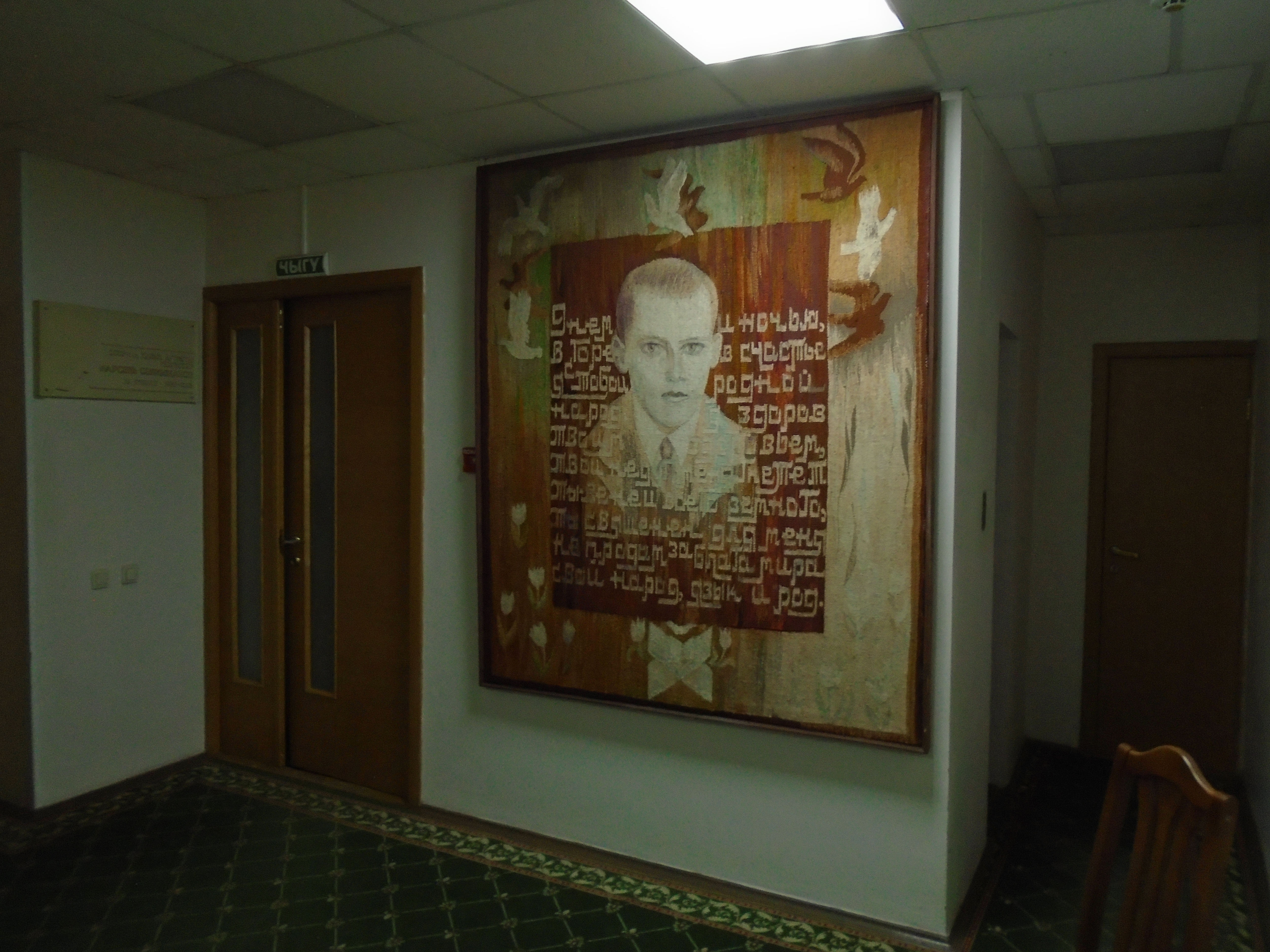
Гобелен «Г. Тукай», Татарский театр имени Г. Камала

Своим интенсивным поиском оригинальных образных решений в разных видах искусства Кильдибеков оказал стимулирующее воздействие на творчество жены, занимавшейся созданием гобеленов. Этот вид искусства вообще занимает отдельное место в творчестве художника, учитывая, что до приезда четы Кильдибековых в Татарстан гобелена как такового не существовало в традиции татарского искусства. В связи с тем, что ручное ткачество является одним из древнейших ремёсел татар, однако в дальнейшем оно исчезло, не оставив после себя сохранившихся образцов, чета Кильдибековых проделала большую работу для возрождения и развития этого вида искусства, применения технических приёмов для выражения художественного замысла. Гобелены, созданные Кильдибековым по его эскизам в соавторстве с женой, которая являлась исполнителем замысла, тематически и стилистически перекликаются с живописными произведениями художника — они посвящены сюжетам жизни, истории, фольклора татарского народа, национальным праздникам, сказкам, обрядам. Самостоятельным графическим значением отличается серия «Цирк», представляющая собой эскизы гобеленов для возведённого в 1967 году здания казанского цирка. В числе работ Кильдибековых критикой отмечены такие произведения, как монументальный гобелен для демонстрационного зала Дома быта в Казани, «Розы» и «Цветы в интерьере» для казанского ресторана и кафе на улице Толстого, «Декоративный» для зала бракосочетаний в загсе Лениногорска, а также «Г. Тукай» и «Начало» для театра имени Камала, «Труппа „Сайяр“» с изображением первой татарской театральной труппы и триптих «По мотивам народных сказок» («Су анасы», «Сак-Сок», «Шурале»). Как одарённый живописец и колорист, Кильдибеков вместе с женой создал свою линию в татарском гобелене, а его работы, по отзывам критики, всегда узнаваемы и уникальны благодаря своим глубинным связям с народными традициями.

## Награды

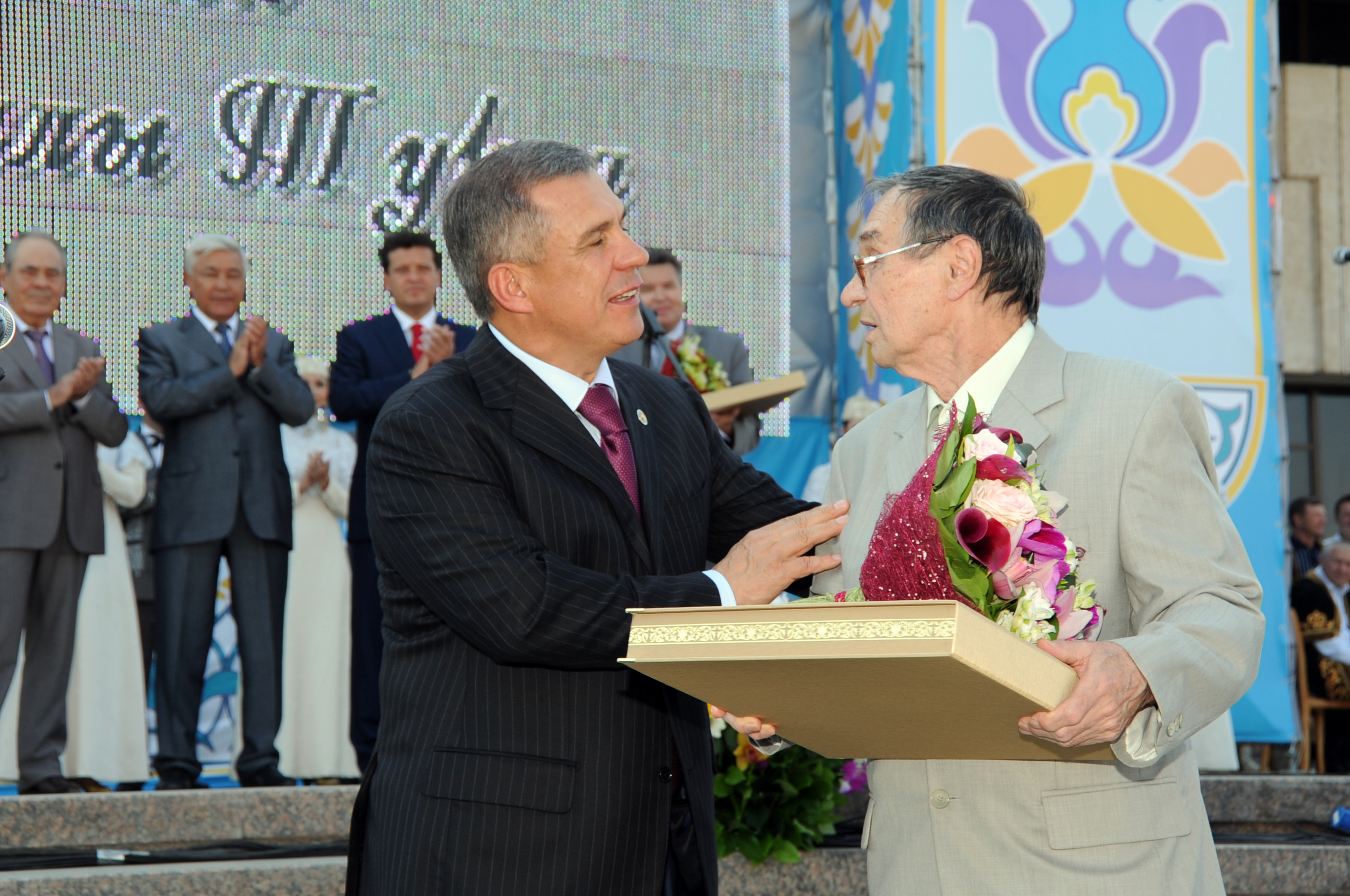
На вручении премии Тукая, 2011 год

- Почётное звание «Заслуженный художник Российской Федерации» (2011 год) — за заслуги в области изобразительного искусства[118].
- Почётное звание «Народный художник Республики Татарстан» (2006 год)[1].
- Почётное звание «Заслуженный деятель искусств Татарской ССР» (1991 год)[15].
- Государственная премия Республики Татарстан имени Габдуллы Тукая (2011 год, вместе с женой) — за совместные произведения монументального и декоративно-прикладного искусства, созданные для интерьеров и экстерьеров общественных зданий в Республике Татарстан, и серию полотен: монументальная живопись «мозаика» и «сграффито» в гостиничных комплексах «Волга», «Татарстан», Татарском государственном академическом театре им. Г. Камала и другие; гобелены «Труппа Сайяр», триптих «По мотивам народных сказок»: «Су анасы», «Сак-Сок», «Шурале»; серию живописных полотен, посвящённых истории и культуре татарского народа «Кукморские валенки», «Поэтессы», «Паломники», «Возвращение», «Танцующий дервиш» и другие[119]. Вручена президентом Республики Татарстан Р. Н. Миннихановым на церемонии на площади перед театром имени Г. Камала[120].
- Медаль «За доблестный труд» (2015 год) — за большой вклад в развитие изобразительного искусства и многолетнюю творческую деятельность[121]. Вручена премьер-министром Республики Татарстан[тат.] И. Ш. Халиковым на церемонии в Казанском кремле[122].
- Благодарственное письмо Президента Республики Татарстан (2010 год)[27].
- Золотая медаль Союза художников России «Духовность. Традиции. Мастерство» (2012 год)[5].